# Sauzé-entre-Bois
Sauzé-entre-Bois is een fusiegemeente (commune nouvelle) in het Franse departement Deux-Sèvres (regio Nouvelle-Aquitaine). De plaats maakt deel uit van het arrondissement Niort. Sauzé-entre-Bois is op 1 januari 2025 ontstaan door de fusie van de gemeenten Caunay, Montalembert, Pers, Pliboux en  Sauzé-Vaussais.